# Джапаров, Дарсам Гасанович
Дарса́м Гаса́нович Джапа́ров (род. 21 марта 1988, Губден, Карабудахкентский район, Дагестан) — российский борец вольного стиля, победитель первенства мира среди юниоров (2006), призёр чемпионата России, мастер спорта России международного класса.

## Спортивные результаты
- Первенство мира среди юниоров (Гватемала, 2006) — [4];
- Чемпионат России по вольной борьбе 2008 года (Санкт-Петербург) — [3];
- Кубок России (Красноярск, 2009) — [5].